# モンスター・ア・ゴーゴー
『モンスター・ア・ゴーゴー』（原題：Monster a-Go Go）は、1965年に公開されたアメリカ合衆国のSF映画。日本では劇場未公開で、過去にビデオがリリースされたのみである。
映画監督であり映画プロデューサーでもあったハーシェル・ゴードン・ルイスが買い取った未完成のＳF映画に、追加シーン（主にゴーゴーダンスのシーン。映画のタイトルはこれに由来）を撮り足してドライブインシアター向けに公開したもので、『プラン9・フロム・アウタースペース』等と並び「史上最低の映画」の一つと言われている。

## あらすじ
この映画のストーリーの多くは、映像ではなくナレーションのみで進められる。
宇宙飛行士ダグラス・フランクの乗る地球周回カプセルが軌道を外れシカゴ郊外に落下した。カプセルにはダグラスの姿はどこにも見当たらず、代わりに発見者のヘリ操縦士が、強い放射能で死亡しているのが確認される。ダグラスは、放射能を撒き散らす怪物と化していたのだった。科学者達は一度はダグラスを捕え、再生を試みるものの失敗し彼は再び逃げ出す。もはや自分から半径5マイルを、放射能で汚染し続ける怪物と化したダグラスは、軍隊によって遂に下水道に追い詰められるが、その時、本物のダグラスが太平洋上に無事着水したと言う知らせが入る。そして、シカゴを震撼せしめた怪物も忽然と姿を消したのだった。

## キャスト
- スティーブ・コナース大佐 - フィル・モートン
- ルース - ジューン・トラヴィス
- クリス・マニング博士 - ピーター・トンプソン
- フランク・ダグラス宇宙飛行士/怪物 - ヘンリー・ハイト

## 制作
監督であり映画プロデューサーであるビル・レバンは、1961年に"Terror of Halfday"という映画を製作していたが資金が枯渇し、中止のやむなきに至っていた。ハーシェル・G・ルイスは、自己の映画"Moonshine Mountain"の併映作を探していたところ、たまたまこの出来損ないの映画を見つけて買取り、いくつかの余分なシーンと、話をつなぎ合わせるためのナレーションを追加して、1965年に公開した。追加シーンでは、元のキャストの全てを集める事はできなかったため、ほぼ半数のキャラクターは映画の途中で意味もなく消え、別のキャラクターに置き換えられた。映画は、それら破綻したストーリーを、大仰なナレーションで補っている。

## ホームメディア
アメリカでは、2002年にDVDがリリースされた。
日本では、1986年にバンダイ・ビデオ・ネットワーク（現バンダイビジュアルより、当時ゴア描写で日本でも知られていた、ハーシェル・G・ルイスの作品の一つとして、VHS及びベータマックスでビデオ化された。2018年現在、DVD化はされていない。

## その他
この映画のポスターには"This Picture Could Set Our Space Program Back at Least Fifty Years!-NASA"(「この映画は我々の宇宙計画を少なくとも50年は遅らせるだろう-NASA」)というでっち上げが書かれていた。